# Convair

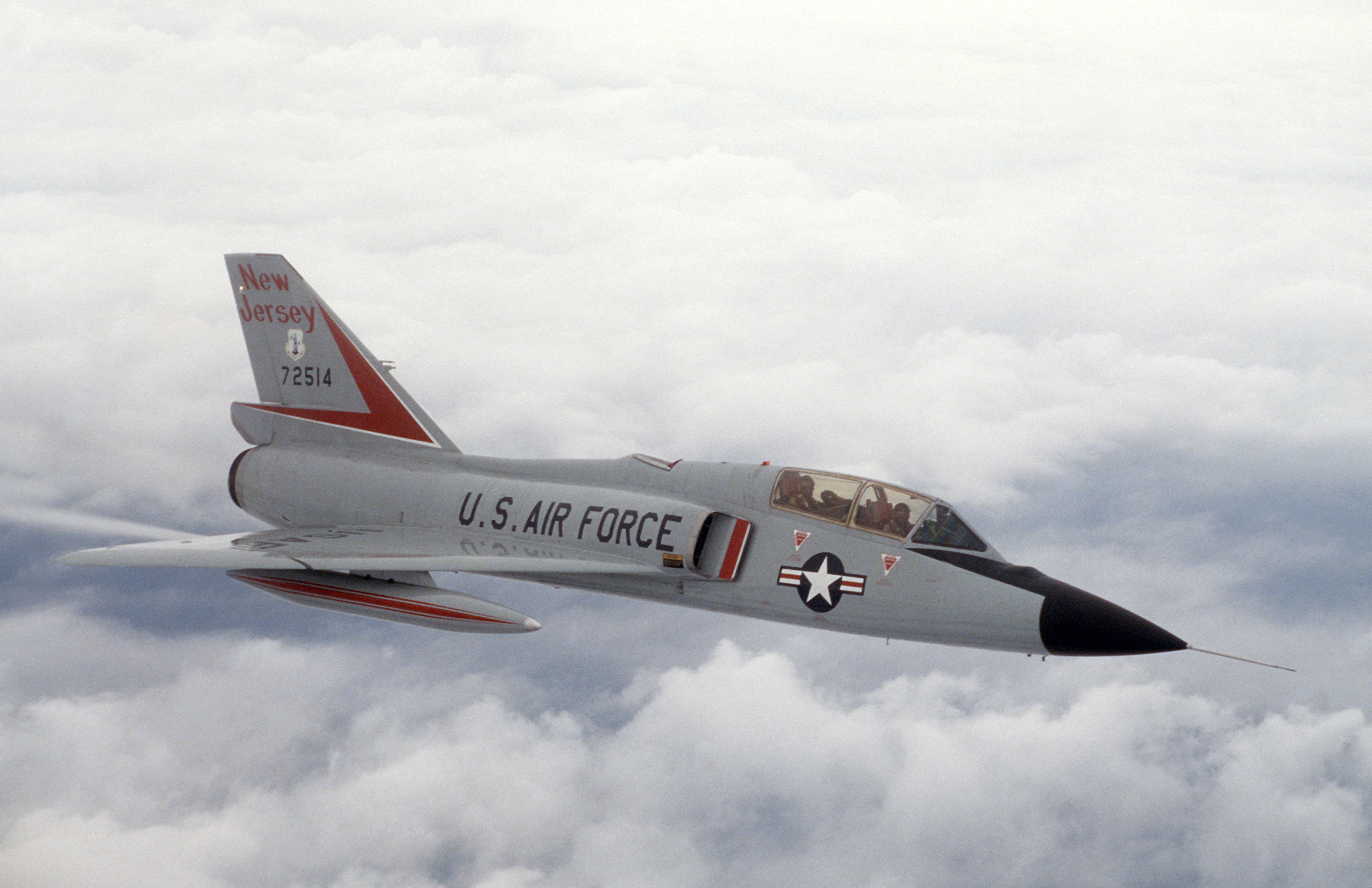
Convair F-106B Delta Dart

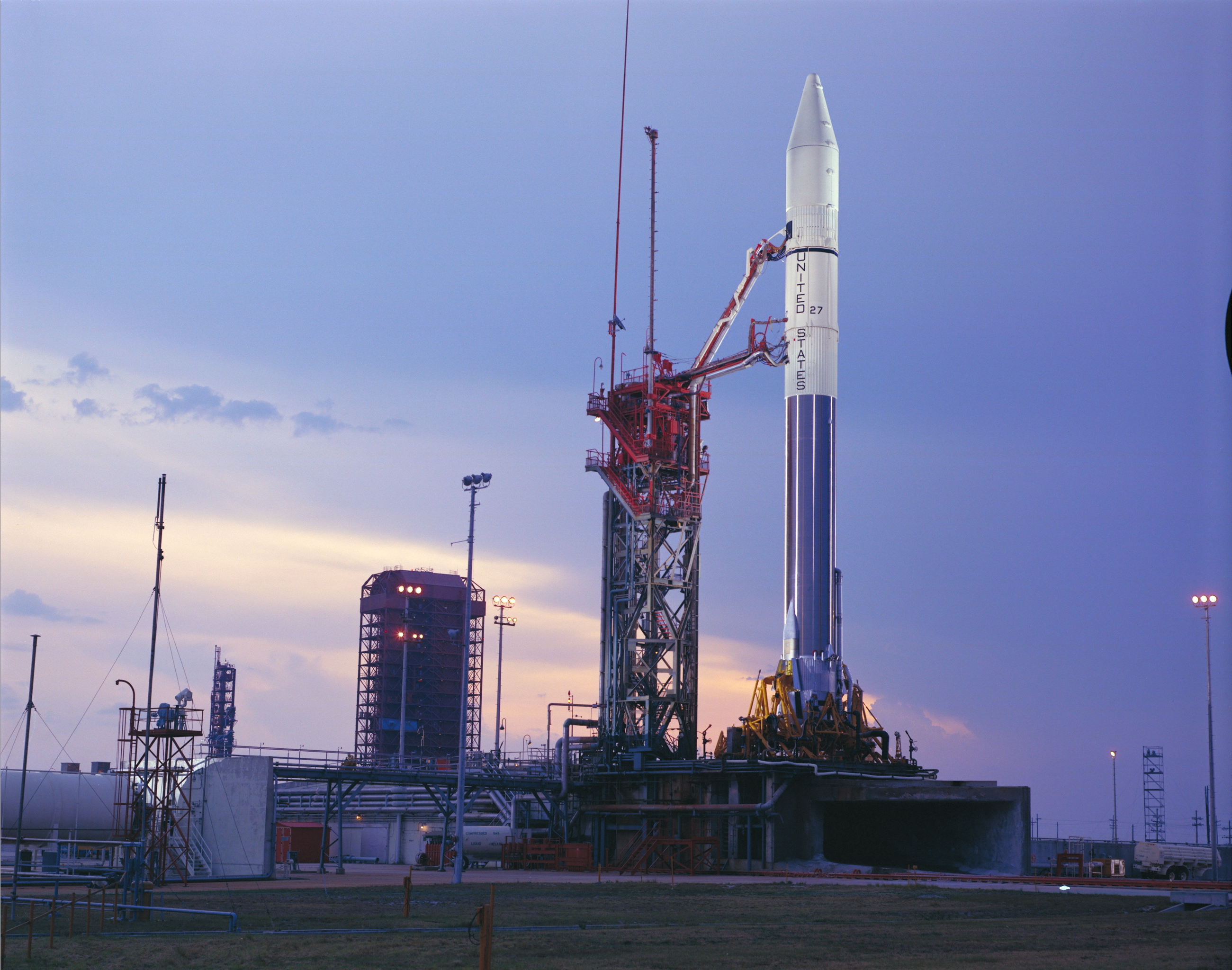
«Atlas-Centaur»

Convair (Конвер, скорочено від англ. Consolidated Vultee Aircraft) — американська авіабудівна компанія, заснована в 1943 році злиттям компаній Consolidated Aircraft і Vultee Aircraft. Новостворений концерн став одним з провідних виробників аерокосмічної продукції США.
У березні 1953 року компанію купила у холдингу «Atlas Corporation» корпорація «General Dynamics». 1994 року більшість підрозділів компанії було продано компаніям «McDonnell Douglas» і «Lockheed Corporation», інші підрозділи були остаточно розформовані до 1996 року.
Серед розробок «Convair» міжконтинентальний бомбардувальник B-36, винищувачі F-102 Delta Dagger і F-106 Delta Dart, перші ракети сімейства «Атлас», включаючи ті, що були використані для перших американських пілотованих орбітальних польотів по програмі «Меркурій». Ракета-носій Atlas-Centaur та окремі її елементи перебували в експлуатації до 2010 року.